# Чувашка митрополија
Чувашка митрополија (рус. Чувашская митрополия, чув. Чăваш митрополийĕ) митрополија је Руске православне цркве.
Образована је одлуком Светог синода од 4. октобра 2012, а налази се у оквиру граница Чувашке Републике. У њеном саставу се налазе три епархије: Алатирска, Канашка и Чебоксарска.